# 利物浦市 (新南威爾斯州)
利物浦市（英語：City of Liverpool）是澳大利亞新南威爾斯州雪梨大都會內西南部的一個地方政府。

## 沿革
利物浦市乃澳大利亞歷史最悠久的殖民區之一；由於當地土質豐饒，1810年經拉克倫·麥覺理（Lachlan Macquarie）總督開發成一個農業和運輸中心。他以第二代利物浦伯爵羅伯特·詹金遜（Robert Jenkinson, 2nd Earl of Liverpool）的爵位而將此地命名為利物浦。
澳大利亞陸軍自第一次世界大戰期間起，便於市境內設有基地。儘管雪梨市於1950年代已高度發展為工商業中心，但是當代利物浦仍以農業經濟為主重要性。所幸利物浦市內尚擁有一片平坦的土地康伯蘭平原而吸引了製造業的進駐和工人的定居。爾後1960年代，由雪梨市政府所推動的都市更新計劃，更進一步地促使許多低收入戶遷居於利物浦，而利物浦也因此成立了「住宅委員會」以妥善規劃和容納這些新住民。

## 議會
利物浦市議會有議席10座，全市分2選區，各區選出議員5名代表市民和納稅人問政；市長為直選。

## 外部連結
- 利物浦市政府官方網站 （页面存档备份，存于）

33°56′S 150°55′E / 33.933°S 150.917°E